# Křížová cesta (Božanov)
Křížová cesta v Božanově na Náchodsku se nachází jeden kilometr východně od obce. Společně s kaplí Nanebevzetí Panny Marie je poutní areál od roku 2024 chráněn jako kulturní památka.

## Historie
Křížovou cestu tvoří čtrnáct pískovcových kapliček s výklenkem pro obrázek, který chybí. Nachází se u Mariánské studánky s poutní kaplí Panny Marie Lurdské, postavené roku 1890. Zastavení jsou umístěna východně od kaple a oboustranně podél cesty. Mají podobu jednostupňového hranolu se stříškou s rozměry půdorysu 75 x 30 cm a výškou 256 cm. Jako doplněk mají každá držák na lampu, která chybí. Na některých jsou patrné vytesané německé nápisy a v pravé části podpis autora: Heins Wolf Br.